# Extreme Assault
Extreme Assault est un jeu vidéo d'action développé et édité par Blue Byte, sorti en 1997 sur DOS.

## Accueil
- Computer Gaming World : 4,5/5[1]
- Edge : 7/10[2]
- PC Jeux : 75 %[3]